# Lliga ACB 2009/10
La temporada 2009/10 de la lliga ACB de bàsquet començà el 10 d'octubre de 2009 i finalitzà el 15 de juny de 2010, tot recuperant el format de 18 equips després de la inscripció de l'Obradoiro, després de revisar alguns punts de la documentació durant el procés de formalització definitiva. El Blancos de Rueda Valladolid i el Meridiano Alacant jugaren després d'obtenir l'ascens de la lliga LEB Oro, on substituïren el CAI Zaragoza i el ViveMenorca, que van ocupar les places de descens la temporada anterior.

## Lliga regular
| Pos | Equip                       | J  | G  | P  | PF   | PC   |
| --- | --------------------------- | -- | -- | -- | ---- | ---- |
| 1   | Regal FC Barcelona          | 34 | 31 | 3  | 2736 | 2202 |
| 2   | Caja Laboral Baskonia       | 34 | 27 | 7  | 2734 | 2484 |
| 3   | Real Madrid CF              | 34 | 27 | 7  | 2762 | 2442 |
| 4   | Power Electronics Valencia  | 34 | 23 | 11 | 2637 | 2563 |
| 5   | Unicaja Málaga              | 34 | 19 | 15 | 2721 | 2545 |
| 6   | Cajasol Sevilla             | 34 | 19 | 15 | 2406 | 2334 |
| 7   | Asefa Estudiantes           | 34 | 19 | 15 | 2672 | 2621 |
| 8   | Gran Canaria 2014           | 34 | 17 | 17 | 2560 | 2544 |
| 9   | Bizkaia Bilbao Basket       | 34 | 16 | 18 | 2538 | 2551 |
| 10  | CB Granada                  | 34 | 15 | 19 | 2622 | 2690 |
| 11  | DKV Joventut Badalona       | 34 | 15 | 19 | 2639 | 2712 |
| 12  | Suzuki Manresa              | 34 | 14 | 20 | 2440 | 2563 |
| 13  | Blancos de Rueda Valladolid | 34 | 13 | 21 | 2484 | 2631 |
| 14  | Lagun Aro GBC               | 34 | 13 | 21 | 2500 | 2667 |
| 15  | Meridiano Alacant           | 34 | 13 | 21 | 2563 | 2696 |
| 16  | Ayuda en Acción Fuenlabrada | 34 | 12 | 22 | 2549 | 2733 |
| 17  | Xacobeo Blu:sens            | 34 | 8  | 26 | 2520 | 2814 |
| 18  | CB Murcia                   | 34 | 5  | 29 | 2499 | 2790 |

## Equip de la temporada
| Posició    | Jugador             | Equip                 |
| ---------- | ------------------- | --------------------- |
| Base       | Ricky Rubio         | Regal FC Barcelona    |
| Escorta    | Joan Carles Navarro | Regal FC Barcelona    |
| Aler       | Carlos Suárez       | Asefa Estudiantes     |
| Aler pivot | Erazem Lorbek       | Regal FC Barcelona    |
| Pivot      | Tiago Splitter      | Caja Laboral Baskonia |
| Entrenador | Xavi Pascual        | Regal FC Barcelona    |

## Jugador del mes
| Mes      | Jornades | Jugador            | Equip                       | Valoració |
| -------- | -------- | ------------------ | --------------------------- | --------- |
| Octubre  | 1-5      | Gerald Fitch       | Ayuda en Acción Fuenlabrada | 24,2      |
| Novembre | 6-10     | Novica Veličković  | Real Madrid CF              | 19,6      |
| Desembre | 11-15    | Clay Tucker        | DKV Joventut Badalona       | 22,8      |
| Gener    | 16-20    | Federico Van Lacke | Blancos de Rueda Valladolid | 22,4      |
| Febrer   | 21-23    | Omar Cook          | Unicaja Málaga              | 20        |
| Març     | 24-27    | Carlos Suárez      | Asefa Estudiantes           | 23,75     |
| Abril    | 28-31    | Tiago Splitter     | Caja Laboral Baskonia       | 27,7      |
| Maig     | 32-34    | Nik Caner-Medley   | Asefa Estudiantes           | 22,7      |

## Play-offs

### Quarts de final
| 1 | Regal FC Barcelona | 2 | 0 | Gran Canaria 2014 | 8 |
| - | ------------------ | - | - | ----------------- | - |

| Equip Local        | Resultat | Equip Visitant     |
| Regal FC Barcelona | 85-53    | Gran Canaria 2014  |
| Gran Canaria 2014  | 47-65    | Regal FC Barcelona |

| 2 | Caja Laboral Baskonia | 2 | 0 | Asefa Estudiantes | 7 |
| - | --------------------- | - | - | ----------------- | - |

| Equip Local           | Resultat | Equip Visitant        |
| Caja Laboral Baskonia | 92-76    | Asefa Estudiantes     |
| Asefa Estudiantes     | 83-85    | Caja Laboral Baskonia |

| 3 | Reial Madrid | 0 | 1 | Cajasol Sevilla | 6 |
| - | ------------ | - | - | --------------- | - |

| Equip Local     | Resultat | Equip Visitant  |
| Reial Madrid    | 60-66    | Cajasol Sevilla |
| Cajasol Sevilla | 71-76    | Reial Madrid    |
| Reial Madrid    | 67-60    | Cajasol Sevilla |

| 4 | Power Electronics València | 0 | 2 | Unicaja Málaga | 5 |
| - | -------------------------- | - | - | -------------- | - |

| Equip Local                | Resultat | Equip Visitant             |
| Power Electronics València | 82-83    | Unicaja Málaga             |
| Unicaja Málaga             | 85-76    | Power Electronics València |

### Semifinals
| 1 | Regal FC Barcelona | 3 | 0 | Unicaja Málaga | 5 |
| - | ------------------ | - | - | -------------- | - |

| Equip Local        | Resultat | Equip Visitant     |
| Regal FC Barcelona | 96-82    | Unicaja Málaga     |
| Regal FC Barcelona | 71-58    | Unicaja Málaga     |
| Unicaja Málaga     | 72-82    | Regal FC Barcelona |

| 2 | Caja Laboral Baskonia | 3 | 2 | Reial Madrid | 3 |
| - | --------------------- | - | - | ------------ | - |

| Equip Local           | Resultat | Equip Visitant        |
| Caja Laboral Baskonia | 62-60    | Reial Madrid          |
| Caja Laboral Baskonia | 85-80    | Reial Madrid          |
| Reial Madrid          | 80-67    | Caja Laboral Baskonia |
| Reial Madrid          | 80-62    | Caja Laboral Baskonia |
| Caja Laboral Baskonia | 64-56    | Reial Madrid          |

### Final
| 1 | Regal FC Barcelona | 0 | 3 | Caja Laboral Baskonia | 2 |
| - | ------------------ | - | - | --------------------- | - |

| Equip Local           | Resultat | Equip Visitant        |
| Regal FC Barcelona    | 58-63    | Caja Laboral Baskonia |
| Regal FC Barcelona    | 69-70    | Caja Laboral Baskonia |
| Caja Laboral Baskonia | 79-78    | Regal FC Barcelona    |

## Quadre resum
|  | Quarts de final | Quarts de final   | Quarts de final |              |                   | Semifinals   | Semifinals | Semifinals |  |  | Final | Final        | Final |
|  |                 |                   |                 |              |                   |              |            |            |  |  |       |              |       |
|  | 1               | FC Barcelona      | 2               |              |                   |              |            |            |  |  |       |              |       |
|  | 8               | Gran Canaria 2014 | 0               |              |                   |              |            |            |  |  |       |              |       |
|  | 8               | Gran Canaria 2014 | 0               |              | 1                 | FC Barcelona | 3          |            |  |  |       |              |       |
|  |                 |                   |                 |              | 1                 | FC Barcelona | 3          |            |  |  |       |              |       |
|  |                 | 5                 | Unicaja Màlaga  | 0            |                   |              |            |            |  |  |       |              |       |
|  | 4               | 5                 | Unicaja Màlaga  | 0            | Power E. València | 0            |            |            |  |  |       |              |       |
|  | 4               |                   |                 |              | Power E. València | 0            |            |            |  |  |       |              |       |
|  | 5               | Unicaja Màlaga    | 2               |              |                   |              |            |            |  |  |       |              |       |
|  |                 |                   |                 |              |                   |              |            |            |  |  | 1     | FC Barcelona | 0     |
|  |                 |                   | 2               | Caja Laboral | 3                 |              |            |            |  |  |       |              |       |
|  | 2               | Caja Laboral      | 2               |              |                   |              |            |            |  |  |       |              |       |
|  | 7               | Asefa Estudiantes | 0               |              |                   |              |            |            |  |  |       |              |       |
|  | 7               | Asefa Estudiantes | 0               |              | 2                 | Caja Laboral | 3          |            |  |  |       |              |       |
|  |                 |                   |                 |              | 2                 | Caja Laboral | 3          |            |  |  |       |              |       |
|  |                 | 3                 | Reial Madrid    | 2            |                   |              |            |            |  |  |       |              |       |
|  | 3               | 3                 | Reial Madrid    | 2            | Reial Madrid      | 2            |            |            |  |  |       |              |       |
|  | 3               |                   |                 |              | Reial Madrid      | 2            |            |            |  |  |       |              |       |
|  | 6               | Cajasol Sevilla   | 1               |              |                   |              |            |            |  |  |       |              |       |

| Guanyador de la Lliga ACB 2009-10 |
| --------------------------------- |
| Caja Laboral Tercera lliga ACB    |